# The Fourth Protocol
The Fourth Protocol is een Amerikaanse speelfilm uit 1987, geregisseerd door John Mackenzie met in de hoofdrollen Michael Caine en Pierce Brosnan.
Het scenario van de film is gebaseerd op de roman The Fourth Protocol (1984) van Frederick Forsyth.
De film kreeg gemengde kritieken en was in de bioscopen geen groot succes. De film kwam uiteindelijk niet uit de kosten. Tegenover een budget van 14 miljoen dollar stond een omzet van 12,4 miljoen.

## De titel
De titel slaat op een geheim verdrag tussen Oost en West om een nucleaire oorlog te voorkomen. Een van de clausules, het vierde protocol (fourth protocol), verbiedt het smokkelen van een atoomwapen naar het grondgebied van de vijand.

## Verhaal
Bij een inbraak in het appartement van een hoge Britse regeringsambtenaar ontdekt John Preston, een MI5-agent, daar een aantal hoogst vertrouwelijk documenten. De betrokken ambtenaar heeft de documenten doorgespeeld aan Zuid-Afrika. Althans dat dacht hij, in werkelijkheid heeft hij al die tijd de Russen van informatie voorzien. Hoewel Preston een belangrijke vangst heeft gedaan, brengt zijn eigengereide actie zijn baas bij MI5, Brian Harcourt-Smith, in verlegenheid. Harcourt-Smith straft Preston door hem over te plaatsen naar de afdeling ‘Vliegvelden en zeehavens”, een minder belangrijke post. 
Tegelijkertijd krijgt in Moskou majoor Valeri Petrofsky van de KGB instructies voor een missie. Even later reist hij af naar Engeland. Petrofsky is voorzien van een geheime identiteit die ooit met veel moeite is opgesteld door Borisov, een hoge KGB-officier. De laatste klaagt onofficieel bij zijn oude vriend, generaal Karpov, over de ‘uitverkoop’ van zijn dienst. Karpov weet echter van niets. Blijkbaar is de missie van Petrofsky buiten de normale kanalen om uitgezet. Hij ontdekt dat Petrofsky een atoombom in Engeland in elkaar moet zetten en laten ontploffen bij een luchtmachtbasis in het land. Als dit gebeurt zal iedereen denken dat een Amerikaanse bom per ongeluk is ontploft. Vervolgens zal de angstige bevolking van Engeland eisen dat de bommen en de Amerikanen verdwijnen.   
Stukje bij beetje smokkelen Russische koeriers onderdelen van de bom, vermomd als onschuldige producten, Engeland binnen. Het gaat mis als een koerier in Glasgow omkomt bij een aanrijding. Preston, verantwoordelijk voor zeehavens, onderzoekt de mans bezittingen en stuit op een schijf polonium. Het blijkt de ontsteking voor de atoombom te zijn. Als hij dit meldt bij Harcourt-Smith wordt hij geschorst op verdenking van het zaaien van paniek om zo zijn oude positie terug te krijgen. De directeur van MI6, Sir Irving, met wie Preston samenwerkte met de inbraak voor de documenten, heeft wel interesse in de schijf. Hij haalt Preston over om tijdelijk en in het geheim voor MI6 te werken tijdens zijn schorsing. Preston onderzoekt de binnenkomende Oost-Europeanen en ontdekt een nieuwe koerier, Juri Stanislav. Het wachten is nu tot Stanislav contact zoekt met Petrofsky. Als dit gebeurt, volgen Preston en zijn team de Rus. Ze komen uit bij een huis in buurt van de RAF-vliegbasis Bayswater, het doelwit van Petrofsky. Net als de Rus de bom wil activeren bestormt een SAS-eenheid het huis en doodt Petrofsky.

## Rolverdeling
| Acteur             | Personage                     |
| ------------------ | ----------------------------- |
| Michael Caine      | John Preston                  |
| Pierce Brosnan     | Valeri Petrofsky / James Ross |
| Ned Beatty         | Borisov                       |
| Joanna Cassidy     | Irina Vassilievna             |
| Julian Glover      | Brian Harcourt-Smith          |
| Michael Gough      | Sir Bernard Hemmings          |
| Ray McAnally       | General Karpov                |
| Ian Richardson     | Sir Nigel Irvine              |
| Anton Rodgers      | George Berenson               |
| Caroline Blakiston | Angela Berenson               |
| Joseph Brady       | Carmichael                    |
| Matt Frewer        | Tom McWhirter                 |
| Alan North         | Govershin                     |
| Ronald Pickup      | Wynne-Evans                   |
| Michael Bilton     | Kim Philby                    |

## Locaties
Een groot deel van de film werd opgenomen in het Heelands district van Milton Keynes. Een belangrijk deel van de binnenscènes werden gemaakt in King’s College en The Strand in Londen  De scènes in de ondergrondse werd opgenomen in de stations Charing Cross, Green Park en Alwych in Londen. De RAF-basis Upper Heyford (inmiddels gesloten) figureerde als RAF-basis Bayswater. Veel van de Russische scènes werden gefilmd in Finland.